# 法偉堂
法偉堂（1843年—1907年），字小山、容叔，號濟廷，山東省萊州府膠州（今山東省膠州市）人，清朝政治人物、进士出身。

## 生平
光緒十五年（1889年），登己丑科進士，以知縣用。光緒十七年，任候選教授、青州府教授。后任武定府教授，主講省會瀝源書院、尚治書院等。